# Craspedorhachis
Craspedorhachis  Benth. é um género botânico pertencente à família Poaceae, subfamília Chloridoideae, tribo Cynodonteae.
Suas espécies ocorrem na África.

## Espécies
- Craspedorhachis africana Benth.
- Craspedorhachis digitata Kupicha & Cope
- Craspedorhachis menyharthii Hack. ex Schinz
- Craspedorhachis perrieri A. Camus
- Craspedorhachis rhodesiana Rendle
- Craspedorhachis sarmentosa (Hack.) Pilg.
- Craspedorhachis texana (Hitchc.) Pilg.
- Craspedorhachis uniflora (Hochst. ex A. Rich.) Chippind.